# Lill-Djuptjärnen, Jämtland
Lill-Djuptjärnen är en sjö i Strömsunds kommun i Jämtland och ingår i Indalsälvens huvudavrinningsområde.